# 董漢策
董漢策（1484年—？年），字道夫，號翠山，湖广辰州卫（沅陵）官籍，浙江鄞縣人。明朝政治人物。

## 生平
治《書經》，行一，由國子生中式癸酉科（1513年）湖廣鄉試第四十三名舉人，年四十歲中式嘉靖二年（1523年）癸未科會試第八十九名，第二甲第四十一名進士。授工部主事，奉命协同严嵩修建明显陵，与严嵩意相违，遂以养母乞归。后起用为云南按察司佥事。

## 事迹
正德九年（1514年），董漢策创办了沅陵历史上第一座私立书院——翠山书院。

## 家族
曾祖董良。祖父董昱，百户。父董俊，兵部员外郎。母芮氏，封安人。慈侍下。弟漢醇、漢儒（副千户）。